# Kieselsandstein
Kieselsandsteine sind Sandsteine, bei denen die Quarzkörner durch ein kieseliges Bindemittel zusammengehalten werden.
Häufig zeigt sich unter dem Mikroskop, dass die zwischen die Quarzkörner des Sandsteins eingedrungene Kieselsäure sich auf jedem Quarzkorn in übereinstimmender kristallographischer und optischer Orientierung abgesetzt hat (die so genannte ergänzende Kieselsäure). Dies kann so weit gehen, dass den alten abgerundeten oder kantigen Quarzkörnern förmlich neue Kristallflächen angewachsen sind (sogenannter kristallisierter Sandstein).
In anderen Fällen besteht der kieselige Zement nicht aus kristallinem Quarz, sondern aus amorpher, wasserhaltiger Opalkieselsäure. Besonders verbreitet ist der Kieselsandstein in den Braunkohleformationen Böhmens, Schlesiens, Hessens und auch in der Kreideformation am Nordrand des Harzes sowie bei Wehrau in der Lausitz.
Der Kieselsandstein ist arm an Fossilien. Aufgrund seiner Härte wurde er bei Jux in den Schwäbisch-Fränkischen Waldbergen bis 1923 teilweise in Stollen zur Gewinnung von Wetzsteinen bergmännisch abgebaut.